# Останькович, Александр Максимович
Александр Максимович Останькович (12 сентября 1901 года, с. Бояры, ныне Кричевский район, Могилёвская область — неизвестно) — советский военный деятель, полковник (1940 год).

## Начальная биография
Александр Максимович Останькович родился 12 сентября 1901 года в селе Бояры ныне Кричевского района Могилёвской области.

## Военная служба

### Гражданская война
В 1919 году состоял в отряде по борьбе с бандитизмом.
В сентябре 1920 года был призван в ряды РККА и направлен красноармейцем сначала в 1-й Гомельский полк, а после его расформирования в июне 1921 года в 41-й стрелковый полк (5-я стрелковая дивизия, Западный фронт). Принимал участие в боевых действиях во время советско-польской войны.

### Межвоенное время
В августе 1921 года был направлен на учёбу на 43-е Полоцкие объединённые командные курсы, после окончания которых в сентябре 1922 года был направлен во 2-ю Тульскую стрелковую дивизию, где служил на должностях помощника командира и командира взвода, помощника командира батареи.
В сентябре 1924 года был направлен на учёбу в Киевскую объединённую школу командиров РККА имени С. С. Каменева, после окончания которой в сентябре 1926 года был направлен в 51-й артиллерийский полк, дислоцированный в Одессе, где служил на должностях командира взвода и командира учебного взвода. С апреля 1928 года служил на должностях курсового командира и исполняющего должность командира батареи Одесской артиллерийской школы имени товарища Фрунзе, а с октября 1931 года — на должностях командира дивизиона и временно исполняющего должность начальника штаба 135-го артиллерийского полка, дислоцированного в Чернигове.
В 1935 году закончил Артиллерийские Краснознамённые курсы усовершенствования командного состава РККА (АККУКС), расквартированные в Детском Селе.
С октября 1937 года исполнял должность командира 100-го артиллерийского полка, который в марте 1938 года был преобразован в 34-й артиллерийский полк (100-я стрелковая дивизия), после чего принимал участие в боевых действиях во время похода РККА в Западную Украину, а также в советско-финской войны.

### Великая Отечественная война
С началом войны находился на прежней должности. Артиллерийский полк под командованием Останьковича принимал участие в боевых действиях в районе Минского укреплённого района, а затем — в тяжелых боевых действиях во время Смоленского сражения и наступательной операции под Ельней.
С августа по октябрь 1941 года был начальником артиллерии 298-й стрелковой дивизии 13-й армии Брянского фронта, которая оборонялась в районе Шатрищи. 6 октября 1941 года дивизия попала в окружение из которого части дивизии вышли 23 октября 1941 года понеся большие потери. В ноябре 1941 года дивизия была расформирована.
В октябре 1941 года был назначен на должность начальника артиллерии 3-й Московской коммунистической стрелковой дивизии (19 января 1942 года переформирована в 130-ю стрелковую дивизию), которая вела наступательные и оборонительные боевые действия в районе пгт Демянск. В ноябре 1942 года был назначен на должность начальника артиллерии 12-го гвардейского стрелкового корпуса, который принимал участие в ходе Демянской операции и боевых действий по разгрому старорусской группировки противника.
В августе 1943 года полковник Останькович был назначен на должность командующего артиллерией 106-го стрелкового корпуса (Северокавказский военный округ). С 4 по 25 декабря того же года исполнял должность командира этого корпуса, занимаясь вопросами передислокации корпуса в район 47-й армии. Вскоре корпус принимал участие в боевых действиях во время Проскуровско-Черновицкой наступательной операции, в ходе которой вёл наступление в районе Винницы, освободив при этом города Жмеринка и Каменец-Подольск.
В июне 1944 года был назначен на должность командующего артиллерией 11-го гвардейского танкового корпуса, который принимал участие в боевых действиях во время Львовско-Сандомирской и Варшавско-Познанской операций. 1 февраля 1945 года был назначен на должность командующего артиллерией 69-й стрелковой дивизии. В марте того же года полковник Останькович был аттестован «командиром артиллерийской дивизии».
С апреля 1945 по май 1945 года был командиром 19-й отдельной минометной бригады РГК.
За время Великой Отечественной войны трижды был ранен: дважды легко в 1941 и 1944 годах и один раз тяжело — в 1942 году.

### Послевоенная карьера
В июне 1945 года назначен на должность командира 78-й гвардейской корпусной артиллерийской бригады 96-го отдельного стрелкового корпуса сформированной на базе 19-й отдельной миномётной бригады РГК.
В июне 1946 года назначен на должность командира 85-го гвардейского корпусного артиллерийского полка 40-го гвардейского стрелкового корпуса.
Гвардии полковник Александр Максимович Останькович 29 мая 1947 года вышел в запас.

## Награды
- Орден Ленина (21.02.1945)[2]
- Три ордена Красного Знамени (21.03.1940, 3.11.1944[3], 12.09.1945[4])
- Орден Отечественной войны I степени (20.09.1944)[5]
- Орден Красной Звезды (21.07.1942)[6]
- Медаль «За оборону Москвы» (24.11.1944)[7]
- Медаль «За победу над Германией в Великой Отечественной войне 1941—1945 гг.»
- Медаль XX лет Рабоче-Крестьянской Красной Армии

Приказы (благодарности) Верховного Главнокомандующего в которых отмечен А. М. Останькович:
- за участие в боях за освобождение городов Перемышль и Ярослав, приказ № 156 от 28 июля 1944 года;
- за участие в боях при прорыве обороны немцев и овладении городами Штеттин, Гартц, Пенкун, Казеков, Шведт, приказ № 344 от 26 апреля 1945 года;
- за участие в боях за овладение городами и важными узлами дорог Анклам, Фридланд, Нойбранденбург, Лихен, приказ № 351 от 29 апреля 1945 года;
- за участие в боях за овладение городами Грайфсвальд, Трептов, Нойштрелитц, Фюрстенберг, Гранзее — важными узлами дорог в северо-западной части Померании и в Мекленбурге, приказ № 352 от 30 апреля 1945 года;
- за участие в боях за овладение городами Штральзунд, Гриммен, Деммин, Мальхин, Варен, Везенберг — важными узлами дорог и сильными опорными пунктами обороны немцев, приказ № 354 от 1 мая 1945 года;
- за участие в боях за овладение городами Росток, Варнемюнде — крупными портами и важными военно-морскими базами немцев на Балтийском море, приказ № 358 от 2 мая 1945 года;
- за участие в боях за овладение островом Рюген, приказ № 363 от 6 мая 1945 года;